# (37744) 1996 XU14
1996 XU14 (asteroide 37744) é um asteroide da cintura principal. Possui uma excentricidade de 0.11083330 e uma inclinação de 16.30580º.
Este asteroide foi descoberto no dia 8 de dezembro de 1996 por Carl W. Hergenrother em Catalina Station.